# La Laguna (Vega de Valcarce)
La Laguna es una localidad española perteneciente al municipio de Vega de Valcarce, en la provincia de León, comunidad autónoma de Castilla y León. Se encuentra ubicada a unos 1150 metros de altitud, cerca del límite provincial entre León y Lugo, a unos dos kilómetros y medio de la localidad lucense de Cebrero. Su población, en 2021, era de 24 habitantes. Administrativamente, forma, junto a La Cernada, una única Entidad Local Menor.

## Historia
En 1858 contaba con la categoría de aldea y 97 habitantes.

## Comunicaciones
La carretera LE-4115 comunica La Laguna con la carretera LE-4101 (Las Herrerías de Valcarce-Límite provincial de Lugo por Argenteiro) cerca de La Faba.

## Cultura

### Arquitectura civil
Hay tres hórreos en la localidad aunque su estado de conservación no es muy bueno.

### Camino de Santiago

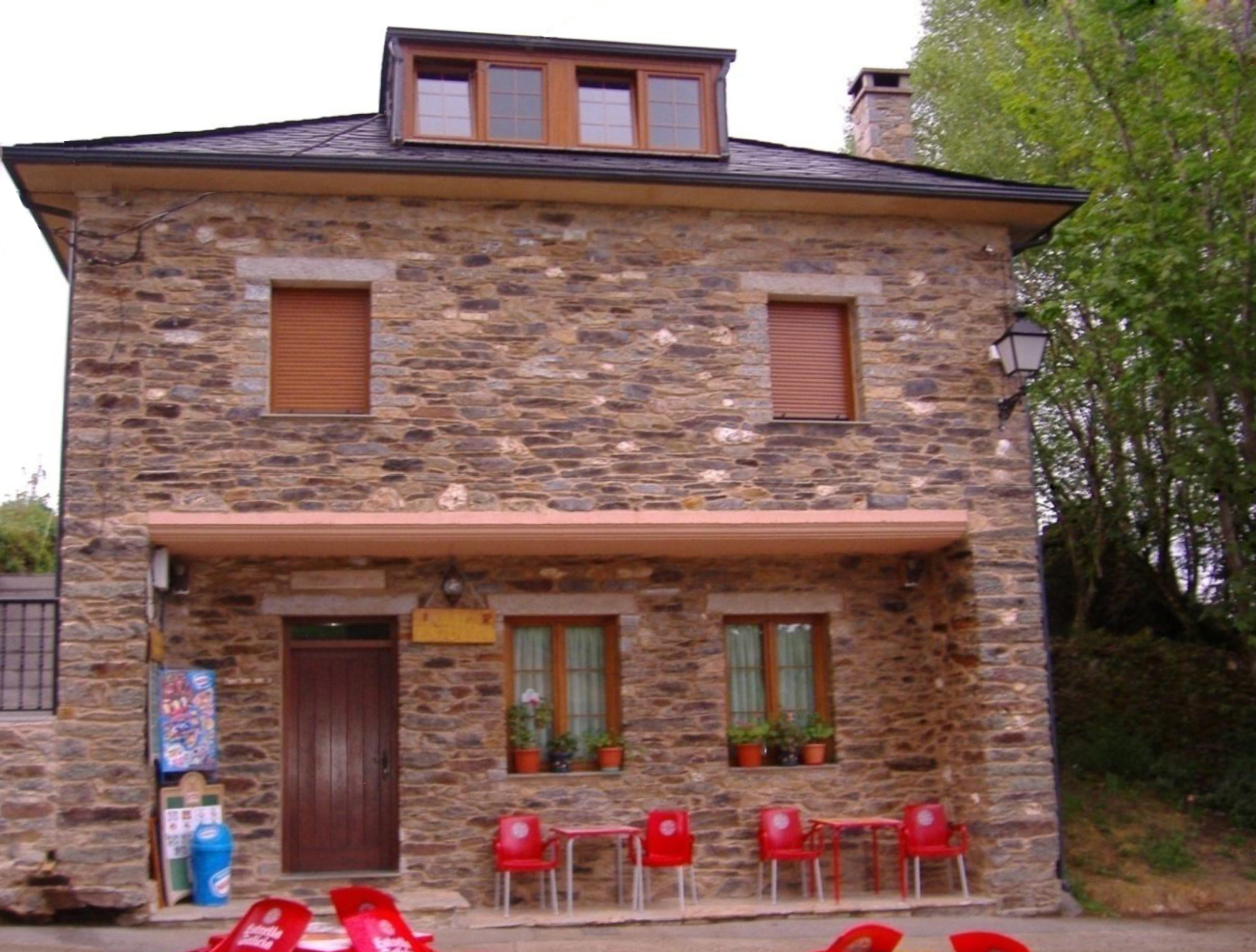
Albergue de peregrinos A Escuela, en La Laguna

Es la última localidad de la provincia de León por la que pasa el Camino de Santiago Francés y cuenta con un albergue de peregrinos de titularidad privada con una treintena de plazas.